# 中沢昭宏
中沢 昭宏（なかざわ あきひろ、12月23日 - ）は、大阪府出身の作曲家、編曲家。

## 人物
20歳の時に音楽の道を志し、専門学校に入学。 卒業後、三木楽器（ヤマハPMS）クリエイターアレンジャーコースの講師として契約。アーティストへの楽曲提供やアレンジを行う他、遊戯台BGM・SE、ゲーム、映像、ファッションショー、テレビCMの音楽なども手掛け、2010年より真鍋旺嵩とのユニットWEEASTで作家活動をしている。

## 楽曲提供

### WEEASTでの提供作品

#### アニメ
- 久野美咲　Z/X -Zillions of enemy X- / ソトゥニャシ放送局またたび
  - 挿入歌『Won't you come with me now?』（作詞・作曲・編曲・サウンドプロデュース）
- 浅沼晋太郎　Z/X -Zillions of enemy X- / 紅姫哀詩
  - イメージソング『すべて守り抜くために』（作詞・作曲・編曲・サウンドプロデュース）
- 高嶺と花スペシャルムービー（作曲・編曲）
- 戦魂 -SENTAMA- 「花の慶次コラボ」スペシャルムービー（作曲・編曲）
- 明坂聡美　Z/X -Zillions of enemy X- / 13姉妹 雪月花
  - イメージソング『未来創造革命』（作詞・作曲・編曲・サウンドプロデュース）吹野クワガタと共作曲
- 牧野由依　Z/X -Zillions of enemy X- / Y.T.黙示録　† ル・シエル メモワール†
  - 挿入歌『Never Ending Story』（作詞・作曲・編曲・サウンドプロデュース）吹野クワガタと共作曲
- EX-ARM エクスアーム PV（作曲・編曲）
- 遊☆戯☆王カラー版告知映像（作曲・編曲）
- 水瀬いのり　Z/X -Zillions of enemy X- / ぶらり湯けむり温泉紀行
  - 挿入歌『私と意思ソトゥ、しよ♪』（作詞・作曲・編曲・サウンドプロデュース）
- 小倉唯、内田彩　Z/X -Zillions of enemy X- / りげる★くらいしす
  - イメージソング『ふたりの世界を探しにいこう』（作詞・作曲・編曲・サウンドプロデュース）
- ジョジョリオンカラー版告知映像（作曲・編曲・効果音制作）
- イノサンRouge スペシャル映像（作曲・編曲）
- 村川梨衣、村中知　Z/X -Zillions of enemy X- / 冥闇と灼炎の追想曲
  - 挿入歌『Changing the Fate』（作詞・作曲・編曲・サウンドプロデュース）吹野クワガタと共作曲
- 斎藤千和　Z/X -Zillions of enemy X- / てめぇらオレの邪魔すんな!
  - 挿入歌『世界中がTO・RI・KO』（作詞・作曲・編曲・サウンドプロデュース）
- 集英社 春のデジタルマンガ祭『春マン!! 2015』全10作（作曲・編曲）
- 遠藤ゆりか、鈴木絵理　Z/X -Zillions of enemy X- / ソトゥミサ放送局 R
  - テーマ曲『Keeping the Faith』（作詞・作曲・編曲・サウンドプロデュース）
- 佐倉綾音、洲崎綾、西明日香、早見沙織、今井麻美　Z/X -Zillions of enemy X- / ドラミコクインテット
  - 『未来がひとつに』（作詞・作曲・編曲・サウンドプロデュース）[1]
- 蒼井翔太　Z/X -Zillions of enemy X- / 超鋼神器ローレンシウム
  - 『僕らの世界』（作詞・作曲・編曲・サウンドプロデュース）
- ジョジョの奇妙な冒険PV（作曲・編曲）「ジャンプフェスタ2014」「マンガブロードステーション」放映（作曲・編曲・効果音制作）
- 週刊少年ジャンプ45周年 特別記念特大号 ARアプリ楽曲（作曲・編曲・効果音制作）
- ドラゴンボール MANGAPOLO （作曲・編曲）
  - Part1　孫悟空修業編 (54話)
  - Part2　レッドリボン軍編 (58話)
  - Part3　ピッコロ大魔王編 (82話)
  - Part4　サイヤ人編 (49話)
  - Part5　フリーザ編 (86話)
  - Part6　人造人間･セル編 (91話)
  - Part7　魔人ブウ編 (99話)

#### アーティスト
- ぽこた
  - ワンチャン僕の女神様っ 『セレンディピティ』（編曲）
- しず風&絆〜KIZUNA〜
  - 交-Majiware- 『交-Majiwari-』（ギター）、『歩いていこう(JUN SKY WALKER(S)のカバー曲)』（編曲）[2]
  - つくしんぼう 『つくしんぼう』（編曲）、『ドキドキ☆パニック』（編曲）
- VIC:CESS
  - Regret Blue 『VENUS FANTASISTA』（作曲・編曲）
- スルースキルズ
  - We are Through Skills 『Shiny Days』（編曲）
- 愛内里菜
  - TRIP 『さくら色』（ギター）

#### CM
- ハーゲンダッツ CM（作曲・編曲）
- アート引越センター CM（作曲・編曲）
- 宮城県 観光PR CM（作曲・編曲）
- リクルート
  - 資格サプリ CM（作曲・編曲）
  - 料理サプリ CM（作曲・編曲）
- 錦織圭×NISSIN CM（作曲・編曲・効果音制作）
- HONDA CARS CM（作曲・編曲）
- エイチ・アイ・エス（H.I.S）×ONE PIECE CM
- エイチ・アイ・エス（H.I.S）×CM 吉本芸人編
- コロコロアニキ第4号 テレビCM（作曲・編曲・効果音制作）
- いくえみ男子スタイルBOOK love with you / いくえみ綾ファンブック発売記念CM（作曲・編曲）

#### 舞台音楽
- 劇団BOOGIE★WOOGIE「THE BANDO-WANDER～無稽・将門」（作曲・編曲）
  - 新宿スペース107　2010/9/2～5
  - 出演：劇団BOOGIE★WOOGIE、上地春奈、斉木テツ、チング・ポカ、他
- 劇団BOOGIE★WOOGIE「関ヶ原ブギウキ」（作曲・編曲）
  - シアターサンモール　2011/8/11～14
  - 出演：劇団BOOGIE★WOOGIE、斉木テツ、チングポカ、ササキりな、他
- 真夏の夜の夢～飛んで腐に入る夏の虫～（作曲・編曲）
  - シアターグリーン　2012/7/4～8
  - 出演：三田寺理沙、疋田紗也、小松詩乃、幸野ゆりあ、他
- ビーナスファンタジスタ The crescendo in my heart（作曲・編曲）
  - 赤坂RED/THEATER　2012/8/29～9/2
  - 出演：齊藤夢愛、浜田翔子、佐藤さくら、永作あいり、高橋明日香、涼本めぐみ、上原真央、軽辺るか、市橋直歩、黒澤葉月、ゲスト：倉田瑠夏、梅本静香、他
- 劇団BOOGIE★WOOGIE「ノンストップライアーズ」（作曲・編曲）
  - 東京芸術劇場　2012/10/11～14
  - 出演：劇団BOOGIE★WOOGIE、大林素子、三田寺理紗、疋田紗也、他
- ウルトラマンフェスティバル2016 ライブステージ楽曲（作曲・編曲）
  - サンシャインシティ 文化会館4階 展示ホールB　2016/7/22～8/28

#### ゲーム
- RPGツクールMV（作曲・編曲）
- SWORDS & DARKNESS / ニンテンドー3DS（作曲・編曲）

#### その他
- 体操天皇杯 全日本体操個人総合選手権/2016リオ五輪選考競技会　床体操演技曲提供（代々木第一体育館）
- 東山の風 手と手つながれ　中京テレビ『幸せの黄色い仔犬』挿入歌（編曲）
  - 歌：戸田恵子、作詞：青木さやか、作曲：ソナーポケット
- イカロス君のうた（作曲・編曲）
  - 歌：間宮くるみ、作詞：ゆうきよしなり、ディレクション/ミックス：安保一生

### 個人での提供作品

#### アーティスト
- 白石桔梗（GIZA studio）
  - BLACK（編曲）（2008年2月20日）
  - STEP UP（編曲）（2008年2月20日）
  - again（古井弘人との共同編曲）（2008年4月30日）
  - サクラ咲く（編曲）（2008年4月30日）
  - 涙あふれた…（古井弘人との共同編曲）（2008年8月13日）
  - you know（編曲）（2008年8月13日）
  - Fighter feat. SPOCK (NORTH COAST BAD BOYZ)（編曲）
- 植田真梨恵（GIZA studio）
  - ナビゲーション（編曲）